# Monica Sweetheart
Monica Sweetheart (Beroun, 23 juni 1981), is een Tsjechische pornoactrice. Ze maakte haar debuut toen ze achttien was. Tot op heden heeft ze in meer dan 250 films meegespeeld. Ze speelde een kleine rol in de Vlaamse serie Willy's en Marjetten.
- Bibliothèque nationale de France: cb14056570r (data)
- International Standard Name Identifier: 0000 0004 4709 5027
- Virtual International Authority File: 24804960